# Къща музей на Георги Велчев
Къщата музей на Георги Велчев се намира във Варна на ул. „Радко Димитриев“ № 8.
Посветена е на творчеството на варненски художник Георги Велчев.
Музеят е основен през 1961 г., след като родната къща на художника е дарена на града от роднините му. Обновен е през 1996 г., когато голяма част от картините на художника са реставрирани и експонирани.
Музеят е инициатор на фестивала на модерното изкуство „Август в изкуството“ и домакин на изложби на съвременни автори.